# Alaşehir

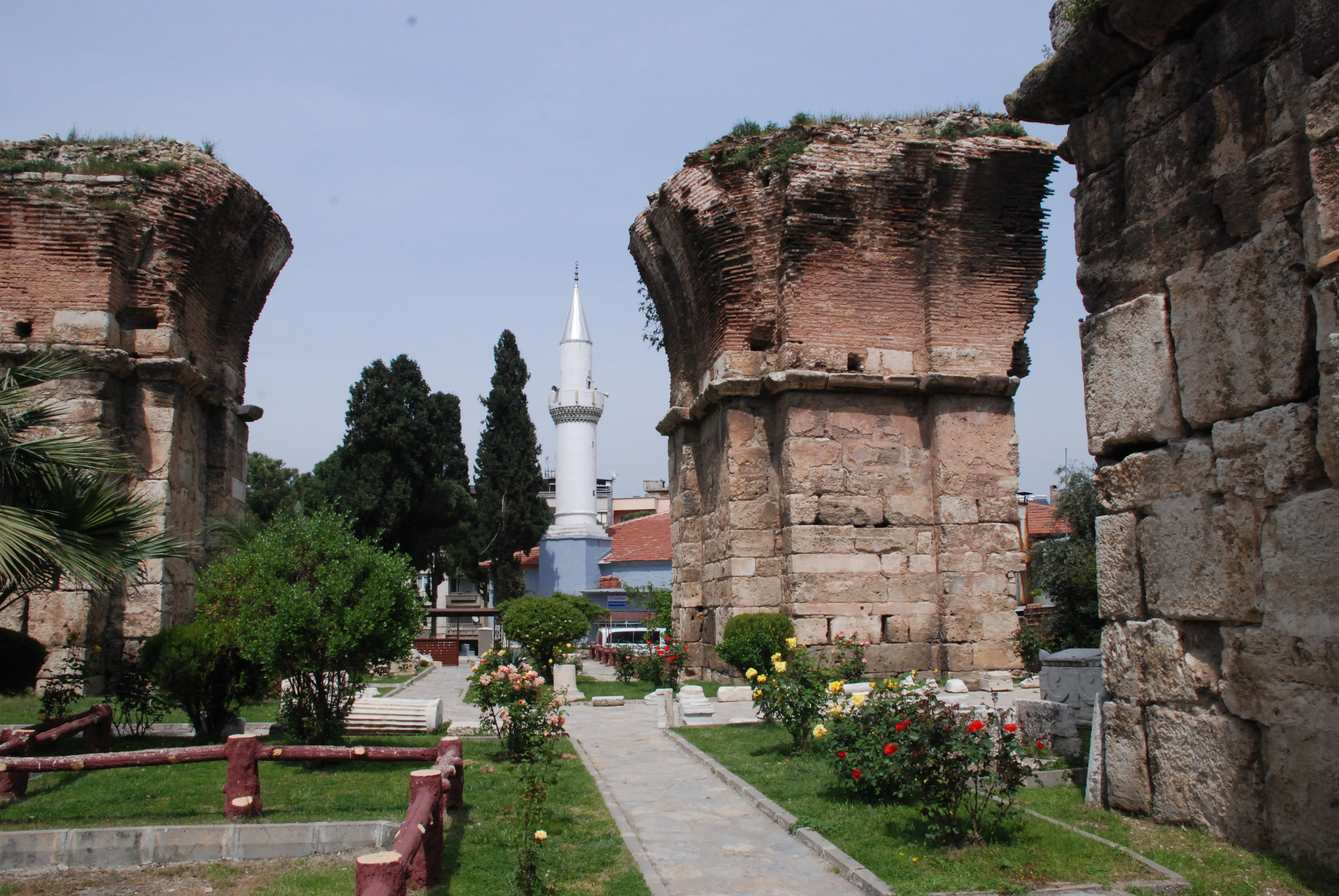
Kyrka i Alaşehir.

Alaşehir (ursprungligen Filadelfia) är en stad i provinsen Manisa i Turkiet, cirka tolv mil öster om Izmir (Smyrna) vid floden Cogamus. Staden hade 47 722 invånare i slutet av 2011.

## Historia
Filadelfia grundades 189 f.Kr. av kung Eumenes II av Pergamon. Eumenes namngav staden för att hedra sin bror och efterträdare, Attalos II som gick under tillnamnet Filadelfos (en som älskar sin bror). Attalos III, som saknade arvinge överlät sitt rike åt romarna när han dog 133 f.Kr.. Efter en omfattande jordbävning år 17 återbyggdes staden av kejsar Tiberius och fick namnet Neo-Caesaria. Under Vespasianus fick staden på nytt ett nytt namn: Flavia, efter den kejserliga gemålen. 1390 föll staden, som den sista i Mindre Asien och efter åtta års motstånd, i turkarnas händer.

## Filadelfia i kristen tradition
Staden Alaşehir omnämns under sitt antika grekiska namn i Uppenbarelseboken i Nya testamentet som hemvist för en av de sju kristna församlingar som bedöms i boken. Församlingen i Filadelfia får beröm för att ha bevarat Guds ord och inte förnekat hans namn. Staden mottog också brev från kyrkofadern Ignatios av Antiochia som skall ha besökt församlingen på sin väg till martyriet i Rom. I Sverige har många församlingar inom främst Pingströrelsen men även inom Svenska Baptistsamfundet uppkallats efter staden.